# Parroquia castrense Nuestra Señora de Loreto (Alcalá de Henares)
La parroquia castrense de Nuestra Señora de Loreto, también conocida como la parroquia de Loreto es un templo católico situado en Alcalá de Henares, en la Comunidad de Madrid, España). Se encuentra ubicada en la calle Barberán y Collar, en el barrio Ciudad del Aire, a las afueras de la ciudad complutense. Originalmente en el barrio solamente residían militares destinados en la Base Aérea de Torrejón de Ardoz o la Cuartel Primo de Rivera de Alcalá de Henares, de ahí la denominación castrense de esta iglesia parroquial.
Originalmente, a finales de los años 70 del siglo XX, la iglesia estuvo en los bajos del bloque 6 de la calle Virgen de Loreto, pertenecientes al Instituto de Vivienda, Infraestructura y Equipamiento de la Defensa, hasta que a comienzos de los años 90 del siglo XX se inauguró la nueva parroquia en una parcela en la que había un gran parque infantil. En toda su existencia, ha sido atendida pastoralmente por sacerdotes del Arzobispado castrense de España.

## Arquitectura
La parroquia cuenta con un singular diseño, en formato circular. En su entrada principal tiene una serie de vidrieras confeccionadas con motivos evangélicos así como una imagen de la Virgen de Loreto. En el interior del templo, en su zona norte, cuenta con un confesionario, y unas escaleras que dan acceso al coro de la iglesia, donde originalmente se ubicaban los feligreses que cantaban y tocaban la guitarra en las celebraciones religiosas pero que hoy sirve de almacén parroquial.
Además en su interior tiene diferentes imágenes como la Virgen de la Milagrosa, la Virgen del Carmen, la Virgen del Pilar o la Virgen de Fátima. En su pared también hay cuadros de San Juan Bautista bautizando a Jesucristo o de Nuestro Señor de la Divina Misericordia. Así como un Viacrucis de madera que transita por toda la pared del templo y que fue adquirido en Francia por uno de los sacerdotes destinados en la parroquia. En el presbiterio hay un gran crucifijo que originalmente estuvo adosado a la columna central del templo pero que años después se instaló en una pequeña pared tras el altar mayor.
Debajo del piso superior se encuentra la sacristía y el despacho donde el sacerdote atiende cuestiones burocráticas como el registro parroquial o inscripción de nuevos matrimonios o bautizos.
Además del templo principal, la parroquia cuenta con las salas de la iglesia antigua y un local de la galería comercial del barrio. Allí se imparten catequesis para niños y adultos, se llevan a cabo actividades de Cáritas  y se realizan tareas como la construcción del belén.
En varias ocasiones, desde esta parroquia se ha retrasmitido la Misa en el programa El Día del Señor, que se emite cada domingo en La 2 de Televisión Española.
El 23 de octubre de 2016 se celebró el 25 aniversario del nuevo templo parroquial con la presencia del entonces arzobispo castrense, Juan del Río Martín, quien presidió la Eucaristía.

## Advocación
La Virgen de Loreto es la advocación mariana de la parroquia y da nombre a la iglesia. Su festividad tiene lugar cada año el 10 de diciembre. En España y otros países es la patrona del ejército del aire y la aeronáutica. En esta parroquia se suele realizar una novena en su honor y en algunas ocasiones se ha recibido la visita del arzobispo.

## Localización
La parroquia se encuentra dentro del barrio Ciudad del Aire y a su alrededor tiene una zona con árboles y arbustos, una acera ancha y varios aparcamientos. En su zona norte delimita con una parcela vacía perteneciente a INVIED y con la parcela del bloque cuatro de la calle Virgen de Loreto. En su zona oeste se halla la parcela del bloque dos de la calle Virgen de Loreto. En la zona sur está la calle Barberán y Collar y la galería comercial del barrio. Y en la parte este hay una gran parcela de INVIED que antiguamente fue un gran campo de fútbol.